# طغرل الثاني
أبو طالب رکن الدنیا والدین طغرل بن محمد بن ملكشاه (1109 - 1134م)، ابن السلطان السلجوقي محمد بن ملكشاه. تم تنصيبه على العرش من قبل عمه أحمد سنجر بعد عزل إخوته مسعود وداود عام 1132 وكان يحكم أذربيجان.

## سيرته
في يناير 1133، تم الاعتراف بمسعود كسلطان حقيقي بدلاً من طغرل من قبل الخليفة العباسي. وهو ما دفع بطغرل إلى إعلان الحرب ضده، لكنه هزم في شهر مايو من نفس العام.
تزوجت أرملته مؤمنة خاتون من شمس الدين اِلدِغوز الذي حكم لاحقاً نيابة عن معز الدين أرسلان ابن طغرل الثاني.

## الوفاة
توفي في أكتوبر أو نوفمبر 1134.